# Монредон-Лабесонье
Монредо́н-Лабесонье́ (фр. Montredon-Labessonnié, окс. La Bessoniá) — коммуна во Франции, находится в регионе Юг — Пиренеи. Департамент — Тарн. Входит в состав кантона От-Даду. Округ коммуны — Кастр.
Код INSEE коммуны — 81182.

## География

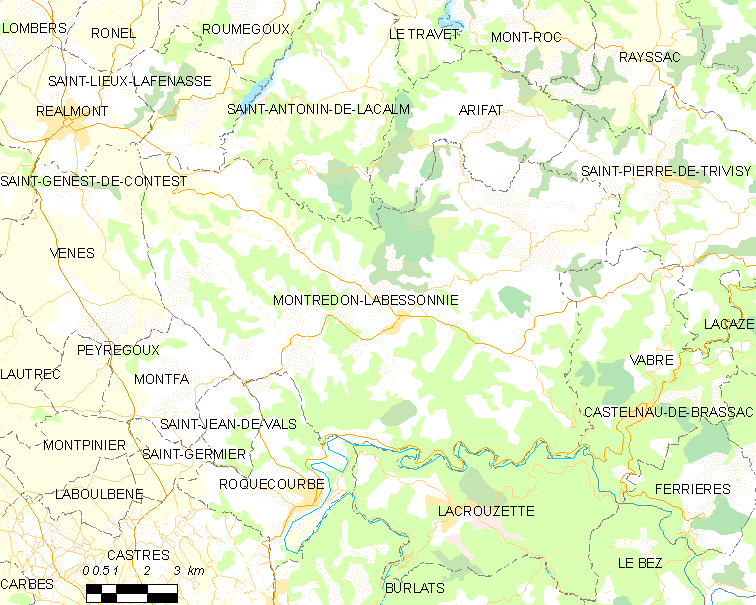
Карта коммуны

Коммуна расположена приблизительно в 580 км к югу от Парижа, в 75 км восточнее Тулузы, в 28 км к юго-востоку от Альби.
На юге коммуны протекает река Агу, а на северо-западе — река Даду.

## Климат
Климат умеренно-океанический. Зима мягкая и дождливая, лето жаркое с частыми грозами. Ветры довольно редки.

## Население
Население коммуны на 2010 год составляло 2078 человек.
| 1962 | 1968 | 1975 | 1982 | 1990 | 1999 | 2010 |
| ---- | ---- | ---- | ---- | ---- | ---- | ---- |
| 2427 | 2327 | 2058 | 2167 | 2111 | 2032 | 2078 |

## Экономика
В 2007 году среди 1248 человек в трудоспособном возрасте (15—64 лет) 915 были экономически активными, 333 — неактивными (показатель активности — 73,3 %, в 1999 году было 69,9 %). Из 915 активных работали 834 человека (472 мужчины и 362 женщины), безработных было 81 (36 мужчин и 45 женщин). Среди 333 неактивных 92 человека были учениками или студентами, 112 — пенсионерами, 129 были неактивными по другим причинам.

## Достопримечательности
- Замок Кастельфран[фр.] (XVI век). Исторический памятник с 1993 года.[4]

## Фотогалерея

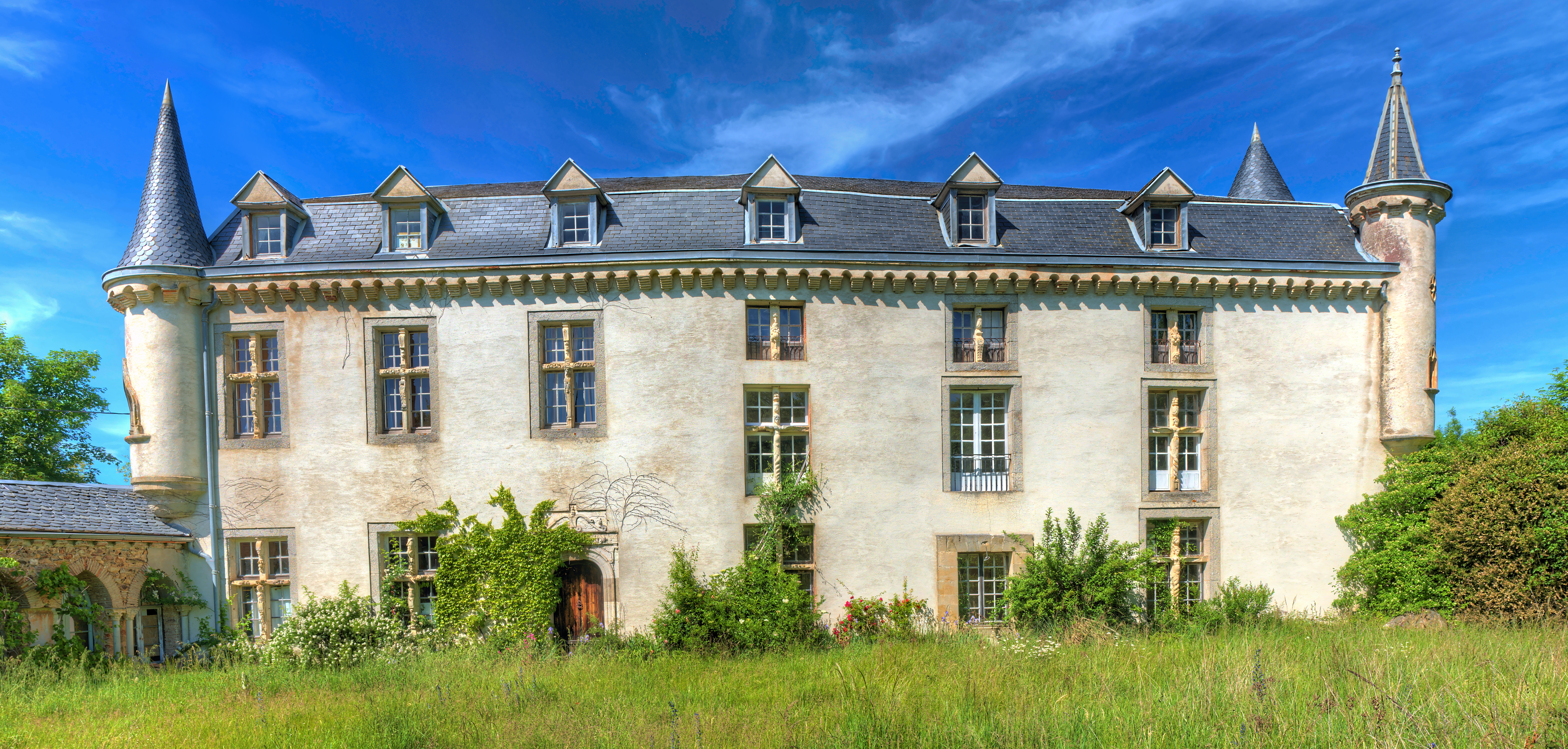
Замок Кастельфран
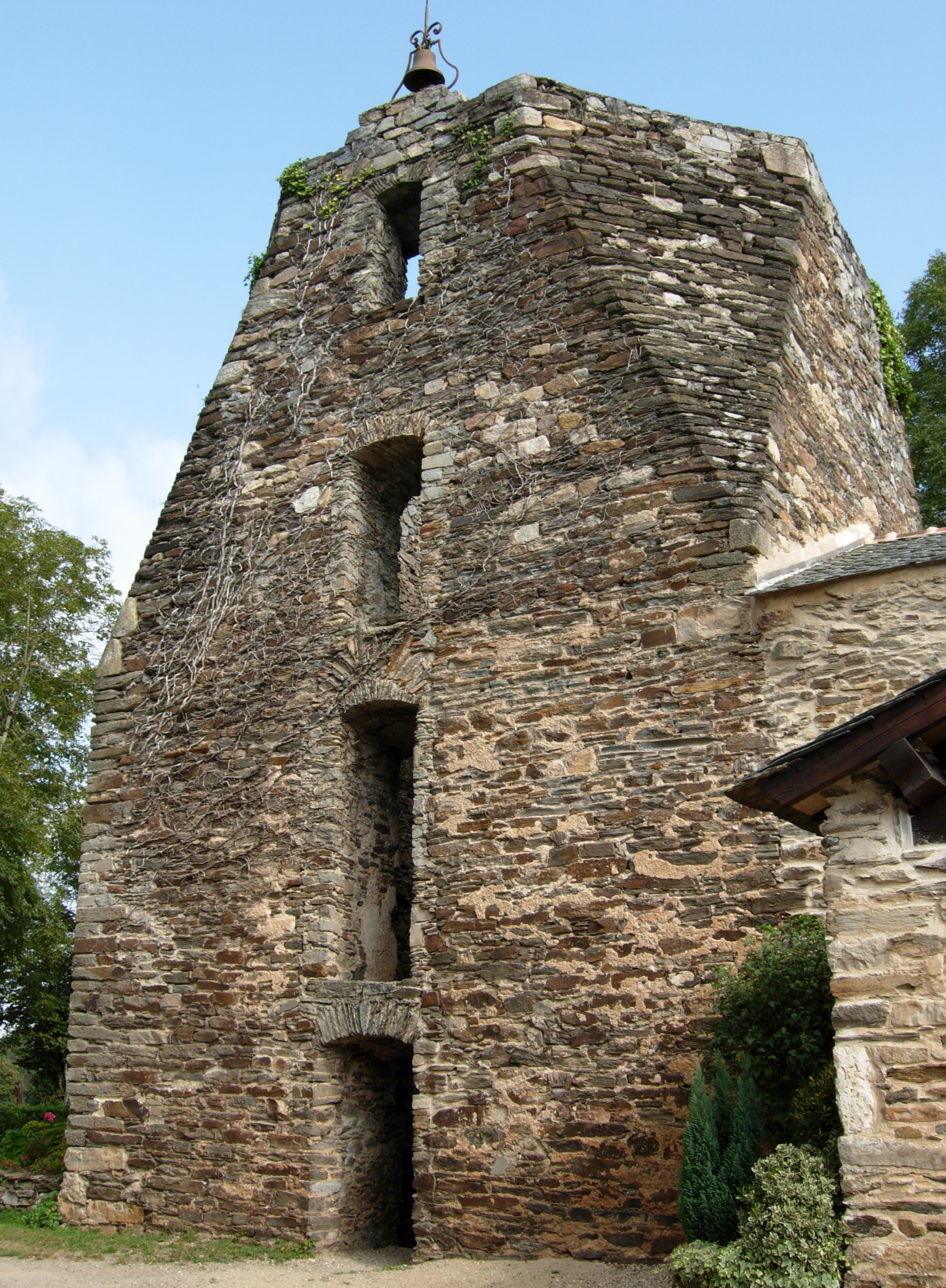
Церковь Нотр-Дам
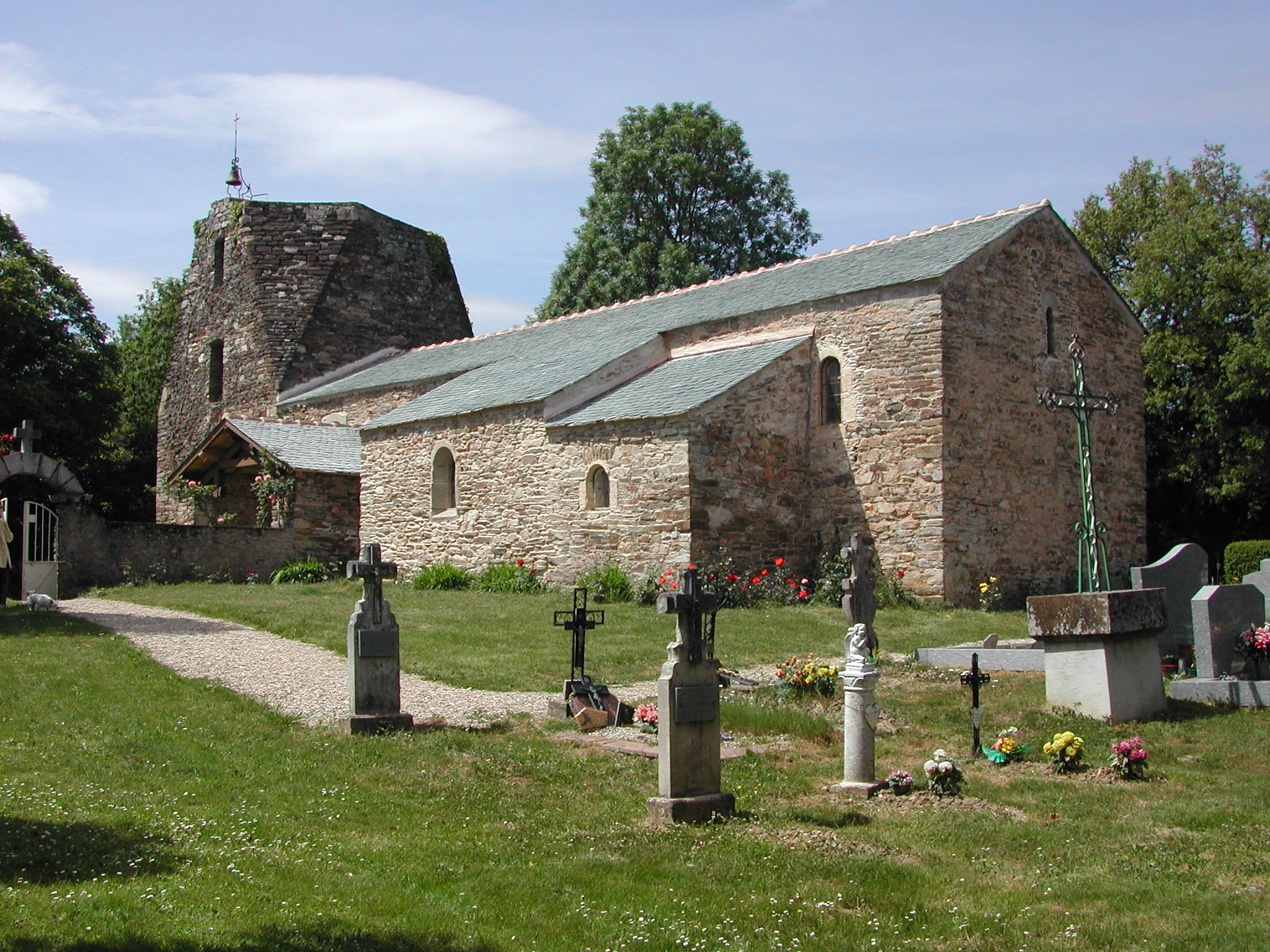
Церковь Нотр-Дам
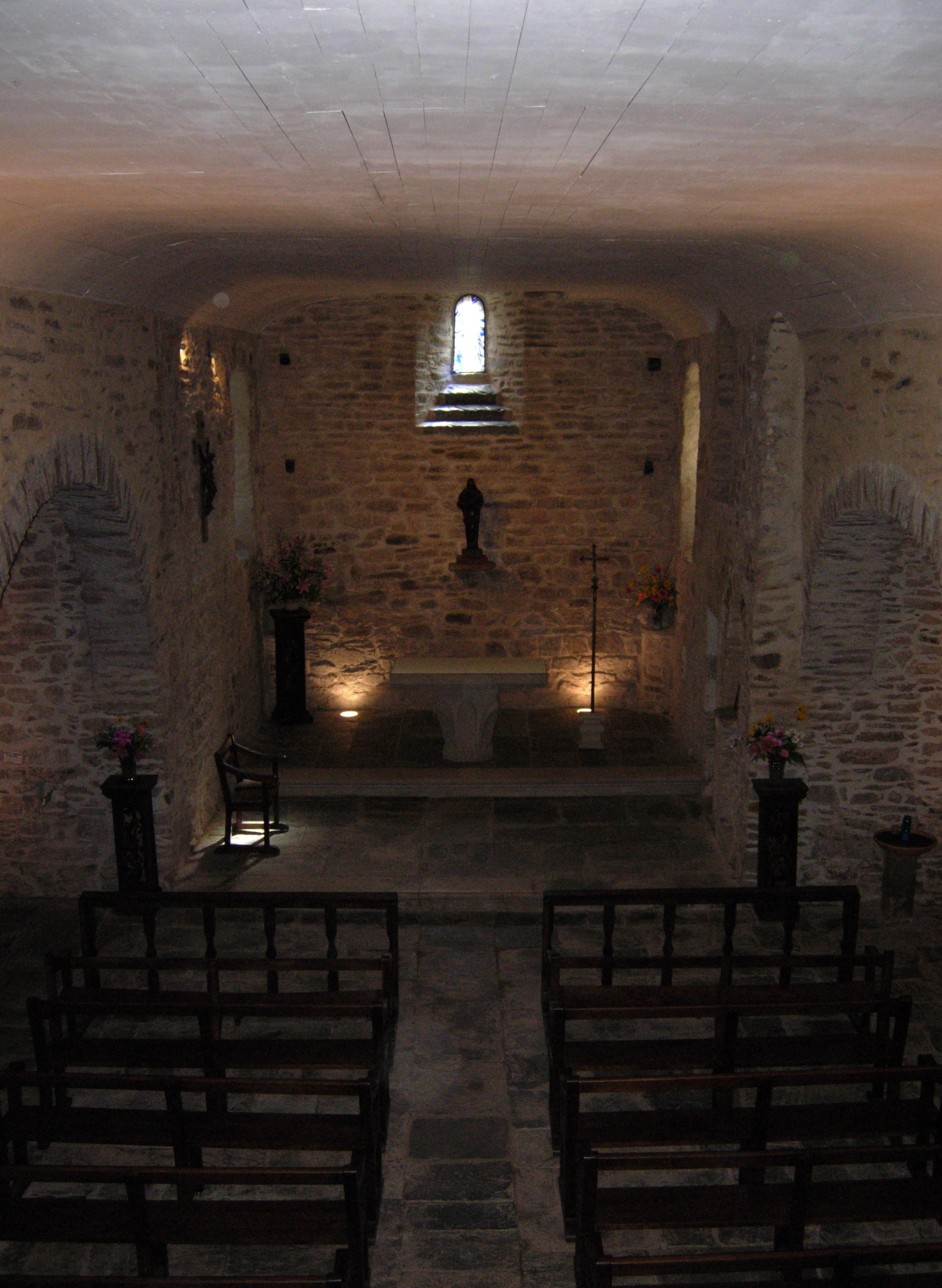
Интерьер церкви Нотр-Дам
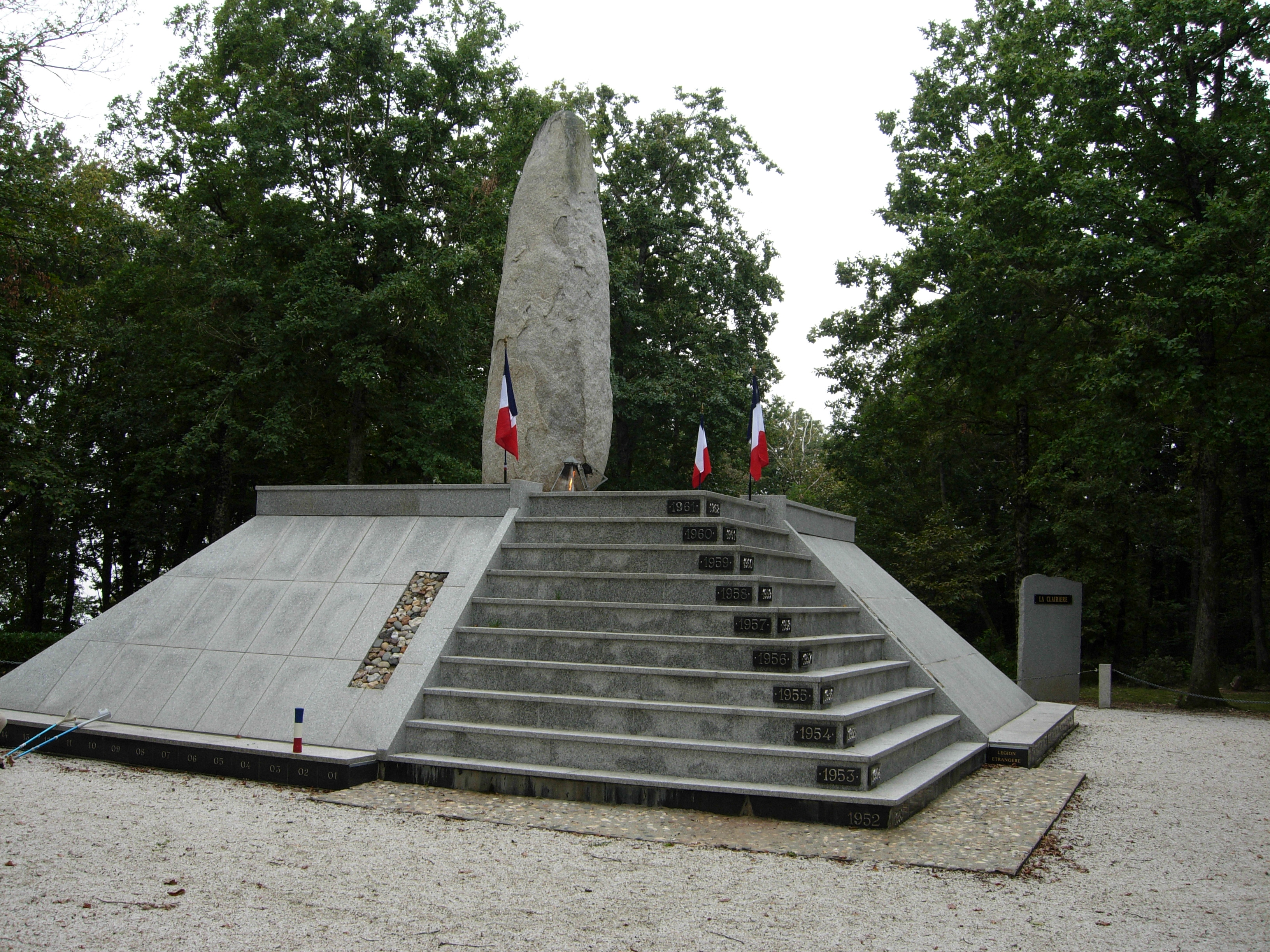
Военный мемориал